# Merandeh Paya
Merandeh Paya is een bestuurslaag in het regentschap Aceh Tengah van de provincie Atjeh, Indonesië. Merandeh Paya telt 384 inwoners (volkstelling 2010).